# الاستهداف (الحرب)
الاستهداف هو عملية اختيار الأشياء أو المنشآت التي يجب مهاجمتها أو احتلالها أو تدميرها في الحرب. و يقوم الاستهداف - وبشكل منهجي- بتحليل أولويات الأهداف ومواءمة الإجراءات المميتة وغير المميتة المناسبة لتحقيق تلك الأهداف، وذلك من أجل إيجاد التأثيرات المرجوة والتي تحقق أهداف قائد القوة المشتركة، واحتساب الاحتياجات التشغيلية والقدرات ونتائج التقديرات السابقة. غرض الاستهداف هو تحديد موارد (أهداف) العدو التي لا يمكنه تحمل خسارتها، أي تلك الأهداف التي تمنحه أكبر ميزة (أهداف عالية القيمة)، ثم تحديد مجموعة فرعية من تلك الأهداف التي يجب اكتسابها والاشتباك معها لتحقيق نجاح له أهمية وقيمة عالية (هدف مرتفع المردود). ويقوم الاستهداف بربط التأثيرات المطلوبة بالإجراءات والمهام.
ويمكن تصنيف عملية الاستهداف عموماً إلى فئتين: متعمدة وديناميكية. والاستهداف المتعمد هو العمل على تحقيق أهداف متوقعة أو معروفة ضمن منطقة تشغيلية وإطار زمني معين. ( وعادة مايتم التركيز على نطاق زمني مستقبلي يمتد من 24 إلى 72 ساعة).
وعلى النقيض من ذلك ، فإن الاستهداف الديناميكي يعمل على ملاحقة الأهداف التي لم تدرج في الاستهداف المتعمد، ربما لأنها لم تكن معروفة أو لم يتم اختيارها - للملاحقة - من البداية. وعادة ما يستخدم الاستهداف الديناميكي في التخطيط الآني وفي الإطار الزمني المقترن بالعمليات الجارية ( لفترة 24 ساعة) ويتطلب عادة استجابة فورية وسريعة مقارنة بالاستهداف المتعمد.
و يمكن للبلدان المتقدمة تكنولوجيًا عمومًا تحديد الأهداف بطريقة تحُد من الأضرار، والخسائر في صفوف المدنيين. بيد أن هذا الحرص خلال الحرب غير المقيدة.
والاستهداف قد يشير أيضًا إلى التصويب نحو «الهدف الفعلي» الذي يتعين على العسكريين تدميره، مثل التأشير على الهدف باستخدام الليزر لتوجيه الذخائر الموجهة ليزرياً ، وتقدير مدى المدفعية ، إلى آخره.
كما أن الهدف هو كيان (شخص أو مكان أو شيء) الذي يُنظر في إمكانية الاشتباك معه أو العمل على تغيير أو تحييد الوظيفة التي يؤديها للعدو. ولكل هدف خصائص ذاتية أو مكتسبة مميزه تشكل الأساس لرصد الهدف، وتحديد موقعه، وتعيين هويته، وتصنيف المراقبة الجارية والمستقبلية والتحليل والاشتباك والتقييم،  فالفئات المادية والفنية والمعرفية والبيئية والزمانية هي فئات عريضة تساعد في تحديد خصائص الهدف.